# Odiseas Georgiadis
Odiseas Georgiadis est un acteur américain. Il est connu pour avoir joué dans Pentagon Papers (2017), Gotham (2014) et CollegeHumor Originals (2006). En 2019, il est à l'affiche du film Netflix The Perfect Date aux côtés de Noah Centino.
Il participe en 2012 à l'émission télévisée The Voice aux États-Unis.

## Filmographie

### Cinéma
- 2016 : All We Had : Ben
- 2016 : Youth in Oregon : un étudiant
- 2017 : Pentagon Papers : chanteur
- 2019 : The Perfect Date : Murph

### Séries télévisées
- 2011 : CollegeHumor Originals : un enfant
- 2012 : NYC 22 : T-Rex (épisodes Firebomb, Pilote)
- 2012 : Blue Bloods : Andre Bell
- 2014 : The Michael J. Fox Show : Andrew
- 2014 : Gotham : Street Kid #1
- 2014 : The Affair : un étudiant
- 2015 : The Slap : Xander (épisode Connie)
- 2016 : Tales : Dario
- 2019 : Trinkets : Noah Simos